# Bundesstraße 173
Pour les articles homonymes, voir Route 173.
La Bundesstraße 173 est une Bundesstraße des Länder de Saxe et de Bavière.

## Géographie

### Bavière
La Bundesstraße 173 commence à la sortie de Lichtenfels en tant que voie rapide après la Bundesautobahn 73.
Après la sortie de Lichtenfels-est se termine l’agrandissement à quatre voies ; une nouvelle extension à Kronach est discutée depuis les années 1980 et est intégrée dans le système de transit local Oberlangenstadt-Küps pour répondre aux besoins urgents du plan fédéral sur les infrastructures de transport en 2030. Jusqu'à Zettlitz, la B 173 et la B 289 partagent la même chaussée. Entre Hochstadt et Zettlitz, la route traverse le Main.
La B 173 traverse le parc naturel de la forêt de Franconie de Marktrodach à Naila.
Les Bundesstraßen 2 et 173 traversent ensemble la Saale à Hof-sur-Saale, puis se séparent à nouveau.

### Saxe
La B 173 reprend à la sortie de Pirk de la Bundesautobahn 72. La A 72 remplace le B 173 dans la suite du parcours. L'ancien itinéraire traversait le barrage de Pöhl jusqu'à Netzschkau, Mylau et Reichenbach. Ici commence la prochaine section de la B 173 à l'intersection de la Bundesstraße 94.
La B 173 passe devant le Colombstein et traverse la vallée du Mülsenbach.
En tant que route à quatre voies, la B 173 traverse Niederwiesa. Derrière la ville, la route se resserre de nouveau sur deux voies, traverse la Zschopau.
À la limite de la ville de Dresde, la B 173 rejoint la Bundesautobahn 17 par la jonction Dresde-Gorbitz.

## Histoire
La B 173 correspond dans son parcours entre Hof et Zwickau en grande partie à l’ancienne Via Imperii. À côté de Dresde, il suit en grande partie la route de la Franconie, une rue historique qui part de Dresde en direction de l'est de la B 6, en direction de la Haute-Lusace et la Silésie. Au moins depuis la fondation de la Haute-Saxe au XIIe siècle et l'accessibilité de la ville de Chemnitz, alors impériale, cette voie, qui entre dans la région montagneuse (forêt de Franconie, Fichtelgebirge, monts Métallifères), ouvre le Vogtland et sert ensuite de route commerciale, joue un rôle non négligeable.
La Reichsstraße 173 est à l’origine de Bamberg à Hof.
Après la Seconde Guerre mondiale, elle est construite en Franconie entre Bamberg et Lichtenfels par étapes en une voie rapide. À la frontière bavaroise et saxonne, la connexion est interrompue pendant la division allemande. Jusqu'à la fin de l'intersection actuelle de l'autoroute avec le Vogtland bavarois en 1966, la B 173 sert de voie de déviation pour relier l'A 72 à l'A 9.

## Source
- (de) Cet article est partiellement ou en totalité issu de l’article de Wikipédia en allemand intitulé « Bundesstraße 173 » (voir la liste des auteurs).